# Nephelium hamulatum
Nephelium hamulatum là một loài thực vật thuộc họ Sapindaceae. Đây là loài đặc hữu của Malaysia. Chúng hiện đang bị đe dọa vì mất môi trường sống.